# Tsuumi
Tsuumi ist eine finnische Volkstanzgruppe aus Helsinki. Das Ensemble verbindet traditionellen und modernen Volkstanz.
Die Gruppe wurde 1998 gegründet. Zu den etwa zwölf professionellen Tänzern gehören acht Musiker, die auch unabhängig auftreten: Das Tsuumi Sound System. Diese Folkloreband hat bereits fünf Alben veröffentlicht.
Den wohl größten Auftritt hatte das Ensemble als Pausenfüller beim Halbfinale des Eurovision Song Contest 2007 in Helsinki.